# 田口宏子
田口 宏子（たぐち ひろこ、1974年3月29日 - ）は、日本の女性声優。東京俳優生活協同組合所属。

## 略歴
声優になるきっかけは高校生の時にテレビ業界で仕事をしたことがある国語の教師がおり、音読にこだわりがあるため、テスト時は音読の試験があり、そこで滑舌が良かったことが一番のきっかけであり、「それは天性のものだから大事にしなさい」とも言ってくれたという。以前から声優という職業の存在は知っていたため、なんとなくなりたいと思い始める。
高校卒業後、短期大学に進学し、その後就職したが、体調を崩して退職。
その時にのちに所属することになる東京俳優生活協同組合の養成所のチラシを見て応募したところ合格し、俳協ボイスアクターズスタジオ第8期生として入所して現在に至る。

## 人物
声種はソプラノ。
友永朱音と一緒に「pastel」というユニットを結成。自主制作CDのリリースやステージなどの活動をしている。

## 出演
太字はメインキャラクター。

### テレビアニメ
1997年
- はれときどきぶた（小倉みゆき 他）

1998年
- 快傑蒸気探偵団 TV ANIMATION SERIES（鈴々）

2001年
- 仰天人間バトシーラー（やまび娘 / やま巫女、ハロウィッチ）
- クレヨンしんちゃん（2001年 - 2006年、バニーガール、ルナ）
- ジャングルはいつもハレのちグゥ（女）
- Z.O.E Dolores, i（ケティ）

2002年
- 犬夜叉（セリナ）
- ラーゼフォン（少女）

2003年
- 最遊記RELOAD（紫苑）
- とっとこハム太郎（2003年 - 2005年、にじハムくん） - 2シリーズ
- ふぉうちゅんドッグす（キャミー）

2004年
- 今日からマ王!（2004年 - 2008年、ギーゼラ） - 2シリーズ
- ToHeart Remember my memories
- ヒットをねらえ!（谷川弥生）
- LOVE♥LOVE?（谷川弥生）
- 忘却の旋律（ユウ）

2005年
- あたしンち（佐野）
- エレメンタル ジェレイド（マイナ）
- ラムネ（佐倉裕美）

2007年
- ef シリーズ（2007年 - 2008年、宮村みやこ、予告ナレーション） - 2シリーズ

2010年
- FORTUNE ARTERIAL 赤い約束（悠木陽菜）
- 名探偵コナン（2010年 - 2016年、小和田葵、雨宮真樹）
- ヨスガノソラ（春日野穹）

2011年
- ドラえもん（テレビ朝日版第2期）（ベソ子、主婦）
- ましろ色シンフォニー（小野宮結月）

2013年
- ワルキューレロマンツェ（リサ・エオストレ）

2014年
- グリザイアシリーズ（2014年 - 2015年、周防天音） - 2シリーズ+1作品
- 僕らはみんな河合荘（宇佐の母親）

### OVA
- とっとこハム太郎 ハムちゃんずと虹の国の王子さま〜せかいでいちばんのたからもの〜（2004年、にじハムくん）
- とっとこハム太郎 ハムちゃんずと目指せ!ハムハム金メダル〜はしれ! はしれ! だいさくせん!〜（2004年、にじハムくん）
- ヒットをねらえ!（2004年、谷川弥生）
- LOVE♥LOVE?（2004年、谷川弥生）
- 今日からマ王! R（2007年、ギーゼラ）
- OVA うたわれるもの（2009年、カムチャタール）
- FORTUNE ARTERIAL 赤い約束（2011年、悠木陽菜）
- リングにかけろ（2011年、キャサリン）

### 劇場アニメ
- 劇場版 とっとこハム太郎 ハムハムグランプリン オーロラ谷の奇跡 リボンちゃん危機一髪!（2003年、にじハムくん）

### Webアニメ
- あゆまゆ劇場（2006年、鑑純夏）

### ゲーム
1998年
- ツインズストーリー きみにつたえたくて…（菊岡雪乃）

1999年
- スノボキッズプラス（パメラ）
- まぼろし月夜（笹川あさみ）

2002年
- ダーククロニクル（モニカ）

2004年
- PIZZICATO POLKA 〜縁鎖現夜〜（琴梨）

2005年
- 120円の春 ¥120Stories（小雪、なつみ）
- ラムネ〜ガラスびんに映る海〜（佐倉裕美）

2006年
- うたわれるもの 散りゆく者への子守唄（カムチャタール）
- はるのあしおと -Step of Spring-（桜乃悠）
- マブラヴ全年齢版（鑑純夏）
- マブラヴ オルタネイティヴ全年齢版（鑑純夏）

2008年
- 恋する乙女と守護の楯 The shield of AIGIS（2008年 - 2010年、新城鞠奈） - 2作品
- Scarlett 〜日常の境界線〜（アメリア・ウィークス）

2010年
- ef - a fairy tale of the two.（宮村みやこ）
- スズノネセブン!（2010年 - 2014年、鷹取柚子里） - 2作品
- 天神乱漫 Happy Go Lucky!!（烏羽紫）

2011年
- ToHeart2 ダンジョントラベラーズ（ハナ）
- fortissimo EXA//Akkord:Bsusvier（鈴白なぎさ）
- ましろ色シンフォニー *mutsu-no-hana（小野宮結月）

2013年
- グリザイアシリーズ（2013年 - 2023年、周防天音） - 5作品
  - グリザイアの果実 -LE FRUIT DE LA GRISAIA-（2013年）
  - グリザイアの迷宮 -LE LABYRINTHE DE LA GRISAIA-（2014年）
  - グリザイアの楽園 -LE EDEN DE LA GRISAIA-（2014年）
  - グリザイアの果実 -SIDE EPISODE-（2017年）
  - グリザイア クロノスリベリオン（2020年 - 2023年）

- 幻獣姫（ローレライ）
- X・A・O・C 〜ザオック〜（弥犬族・少女）

2014年
- アイドル魔法少女ちるちる☆みちる（周防天音）
- Kadenz fermata//Akkord:fortissimo（鈴白なぎさ）

2015年
- ブレイブソード×ブレイズソウル（ルールメイカー）

2017年
- 君が望む真愛（鑑純夏）
- 戦艦少女R（赤城、大淀）

2019年
- うたわれるもの ロストフラグ（カムチャタール）

2020年
- アズールレーン（ハーマイオニー）
- ポルト・ミラージュ（サングリア、シルビア）
- 恋する乙女と守護の楯 Re:boot The "SHIELD-9"（桜庭優）- PS4 / Nintendo Switch版

2024年
- マブラヴ：ディメンションズ（周防天音）

### 吹き替え

#### 映画
- アンジャリ（アルジュン）
- オーロラの彼方へ ※テレビ版
- グレート・ボールズ・オブ・ファイヤー
- ダークネス（ポール）
- ドリームキャッチャー
- ニコラスの贈りもの（アンジェロ）

#### ドラマ
- 刑事ナッシュ・ブリッジス #87（エディJr.）
- Mr.マーダー（シャーロット）

#### アニメ
- おもちゃの国を救え!（ジル）
- くまのパディントン（ジョナサン・ブラウン）
- バービーの白鳥の湖（カーリータ）

### ラジオ
- マブラヴラジオ

### ドラマCD
- 禁断（2003年、高瀬萌子）
- 本気じゃねぇから（2004年、由里子）
- エレメンタルジェレイド 同契 Re-No:2 DRAMA-SIDE（2005年、マイナ）
- 今日からマ王!シリーズ（2005年 - 2009年、ギーゼラ）
  - 裏 明日はマのつく風が吹く！（2005年）
  - 聖砂国DX! 往路（2009年）
- うたわれるもの オリジナルドラマ 〜トゥスクルの財宝〜（2007年、カムチャタール）
- ワルキューレロマンツェ 少女騎士物語 ドラマCD第1 - 3巻（2012年 - 2013年、リサ・エオストレ[27]）

### ラジオCD
- DJCD 眞魔国放送協会-SHK- vol.4（2008年）

### その他CD
- グリザイアの楽園 一緒におやすみ添い寝CD（一姫、天音）（2016年、周防天音）

### テレビ番組
- ガチンコ!（ナレーション）
- ぐるぐるナインティナイン（ナレーション）
- SMAP×SMAP 歌えアイドルキックオフ 青春学園1!1!1!（コーナーナレーター）
- FORTUNE ARTERIAL 赤い約束 最終回直前スペシャル!!（MC）
- ベビスマ（声の出演）

## ディスコグラフィ

### キャラクターソング
| 発売日         | 商品名                                                          | 歌                     | 楽曲                                                          | 備考                                                       |
| -------------- | --------------------------------------------------------------- | ---------------------- | ------------------------------------------------------------- | ---------------------------------------------------------- |
| 2006年         | ラムネ Characters Collection Vol.6 佐倉裕美                     | 佐倉裕美（田口宏子）   | 「いつかの空」                                                | テレビアニメ『ラムネ』関連曲                               |
| 2007年10月24日 | ef-a tale of memories. ENDING THEME 〜Adagio by Miyako Miyamura | 宮村みやこ（田口宏子） | 「I'm here」                                                  | テレビアニメ『ef - a tale of memories.』エンディングテーマ |
| 2007年10月24日 | ef-a tale of memories. ENDING THEME 〜Adagio by Miyako Miyamura | 宮村みやこ（田口宏子） | 「I'm here（Re-mix ver.）」 「euphoric field（Miyako ver.）」 |                                                            |